# Jordi Acropolita
Jordi Acropolita (en llatí Georgius Acropolita, en grec Γεώργιος Ἀκροπολίτης) (Constantinoble, 1220 - desembre del 1282) fou el fill del gran logoteta romà d'Orient Constantí Acropolita i va pertànyer a una família noble romana d'Orient que va tenir estreta relació amb la família imperial dels Ducas.
De jove el 1236 va acompanyar el seu pare a Nicea, residència de l'emperador Joan III Ducas Vatatzes; allà va acabar els estudis sota els mestres Teodor Hexapterigi i Nicèfor Blemmides. Després va entrar al servei diplomàtic de l'emperador i va tenir petits èxits diplomàtics.
Abans del 1255 fou nomenat gran logoteta, no se sap si per Joan o pel seu fill i successor Teodor II Làscaris, al que havia instruït en lògica. El mateix 1255 va dirigir l'exèrcit de l'emperador Teodor II Làscaris contra Miquel II, dèspota de l'Epir, i fou fet presoner; va romandre ostatge fins al 1260 en què fou alliberat per la mediació de Miquel Paleòleg que aquell any fou proclamat emperador i el 1261 va expulsar els llatins de la capital, Constantinoble.
Des d'aquest moment la figura de Jordi es va destacar a la diplomàcia i fou ambaixador a la cort de Constantí Tikh Assèn el rei de Bulgària, i quan va deixar el càrrec es va retirar uns anys a la vida privada, però aviat fou cridat per noves gestions diplomàtiques. Miquel Paleòleg, davant el perill d'una nova invasió llatina, va proposar al Papa Climent IV d'unir les esglésies oriental i romana; les negociacions relacionades amb això van perllongar-se durant el govern de cinc papes (Climent IV, Gregori X, Joan XXI, Nicolau III i Martí IV); el 1273 negociava amb Gregori X i l'any següent, al Concili de Lió, va confirmar en nom de l'emperador l'adopció de la confessió de fe que el Papa havia d'enviar a Constantinoble. Tot i això la unió de les dues esglésies mai es va fer realment.
El 1282 fou enviat a Bulgària i al seu retorn, el mateix any, va morir als 62 anys.
Va deixar alguns llibres sobre la història romana d'Orient. El principal és una història que va des del setge de Constantinoble del 1203 fins a mitjans del 1261 i que és especialment valuosa per la informació que ofereix sobre la cort de l'Imperi de Nicea. Tanmateix, és incompleta, car té un final extremament abrupte (literalment a mitja frase) i Acropolita no tingué ocasió de revisar-la.
El llibre fou publicat per primer cop el 1614. Aquesta obra va tenir continuïtat en un altre llibre de Paquimeres que el va seguir allà on Acropolita el va deixar. Va deixar també escrites algunes oracions.